# Sijbrand Schagen
Sijbrand Schagen (Zaandam, 28 februari 1907 – Bergen (NH), 31 mei 1986) was een Nederlands politicus van de PvdA.
Hij werd geboren als zoon van Pieter Jacobus Schagen (1882-1963; bakker) en Willempje Dijksen (1883-1959). Hij was landbouwer en lid van de Provinciale Staten van Noord-Holland voor hij in januari 1961 tussentijds zijn partijgenoot Henk Hofstra opvolgde als Tweede Kamerlid. Na de verkiezingen van 1963 keerde hij niet terug in de Tweede Kamer. Schagen was wethouder in Beemster voor hij in 1965 benoemd werd tot burgemeester van Oterleek. Eind 1968 werd hij daarnaast burgemeester van zowel de gemeente Zuid- en Noord-Schermer en van de gemeente Schermerhorn. In 1970 fuseerden die drie gemeenten tot de gemeente Schermer waarvan hij de burgemeester werd. In april 1971 eindigde zijn burgemeesterschap en in 1986 overleed hij op 79-jarige leeftijd.
- Biografisch Portaal: 91645706
- Parlement.com: vg09ll6zcxyt